# SN 2011cg
SN 2011cg – supernowa typu Ia odkryta 14 kwietnia 2011 roku w galaktyce A145909+0718. W momencie odkrycia miała maksymalną jasność 15,70m.